# Antigo Cemitério de Judeus (Hebrom)

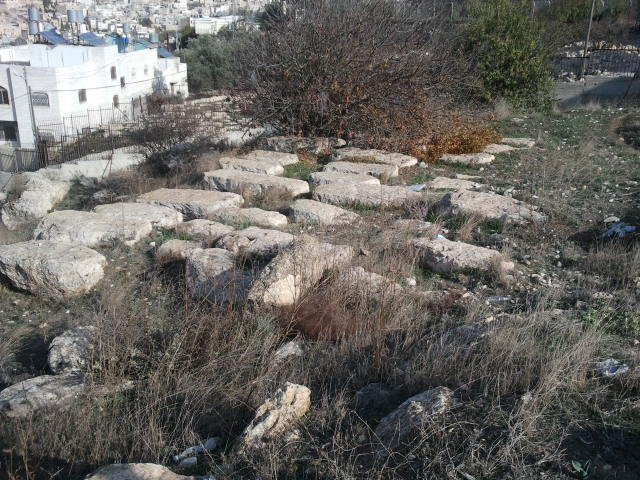
Antigo Cemitério Judeu.

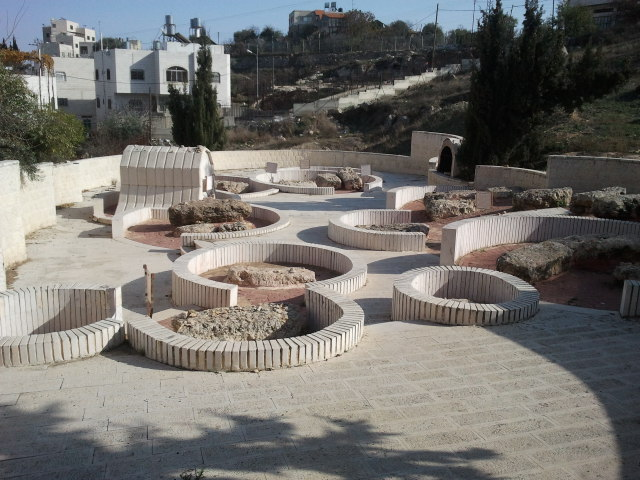
O renovado lots dos Sefarditas. Muitos Judeus escaparam da Inquisição espanhola para Israel.

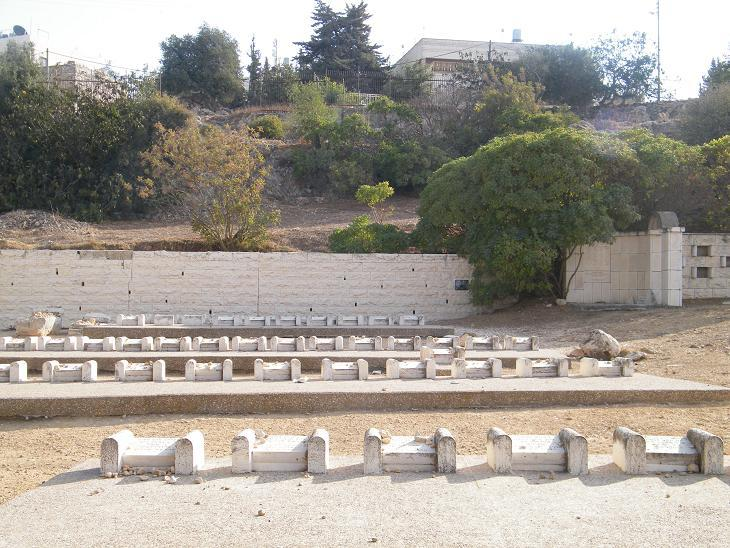
Memoriais às vítimas do massacre de 1929.

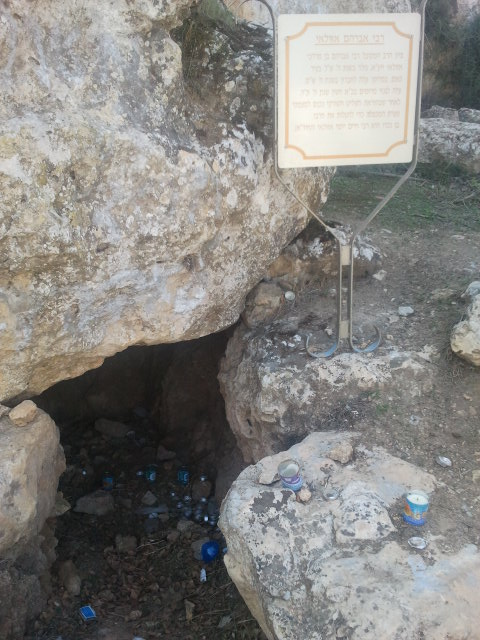
A sepultura do Rabino Abraham ben Mordecai Azulai.

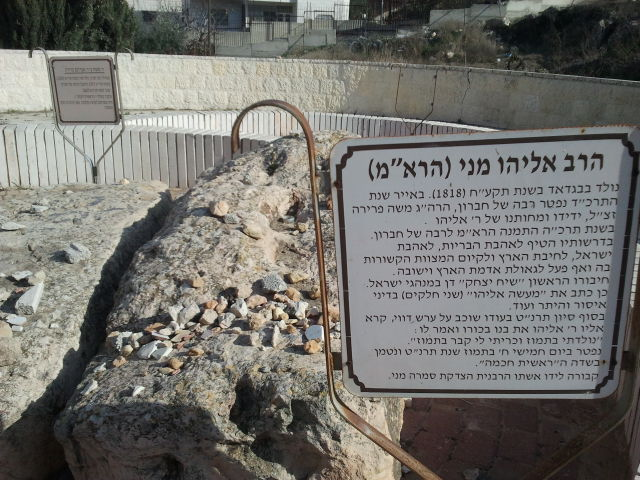
Túmulo do Rabino Eliahu Meni.

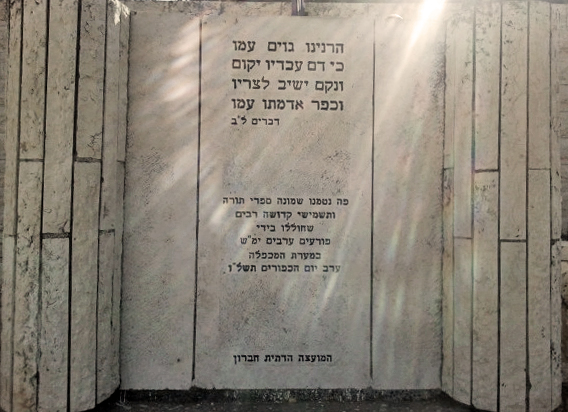
Um lote memorial com oito rolos da Torá e objetos religiosos profanados no Túmulo dos Patriarcas, na véspera de Yom Kipur.

O Antigo Cemitério Judeu, em Hebron, está localizado a oeste do Túmulo de Machpela, sobre uma colina, e tem sido usado como um Cemitério Judeu por centenas de anos, como atestado por Ishtori Haparchi, que observou um cemitério Judeu na área em 1322. Outras fontes indicam o cemitério, sendo mencionado em uma carta datada de 1290.
Entre os mais proeminentes rabinos e sábios e figuras enterradas da Comunidade Judaica, no cemitério, incluem Rabino Eliyahu de Vidas, conhecido como o Reshit Hokhma, o Rabino Abraham Azulai, o Rabino Salomão Adeni, o Rabino Elias Mizrachi, o Rabino Chaim Ezequias Medini, conhecido como o Sdei Chemed, o Rabino Judá Bibas, o Rabino Haim Rahamim Yosef Franco, o Rabino Hillel Moshe Gelbstein, Rabi Shimon Menashe Chaikin, e Menucha Rochel Slonim.

Menachem Mendel de Kamenitz, o primeiro hoteleiro na Terra de Israel, referências da sua visita ao túmulo de Eliyahu de Vidas em sua 1839 no livro Sefer Korot Ha-Itim. Ele afirma, 
"aqui eu escrevo dos Túmulos dos Justos, para que eu pague meus respeitos." Depois de descrever a Caverna de Machpela e os túmulos de tais figuras Bíblicas como Ruth e Jesse, Otniel Ben Knaz e Abner Ben Ner, relata ele, "eu também fui a um túmulo" disse ser Justo Rav, autor de "Reshit Hokhma.
Durante o Período Jordaniano (1948-1967), o cemitério foi intencionalmente destruído e o lote foi cultivado pelos Árabes, utilizado para o cultivo e produção. em Torno de 4.000 lápides foram removidas e utilizado para fins de construção.
No rescaldo de 1967, durante a Guerra dos Seis Dias, Israel convocou um Comitê Investigador Inter-ministerial para determinar o escopo da profanação para os Locais Sagrados Judaicos, sob  as leis jordanianas. Um residente local declarou que, antes de lavrado o cemitério, um Sacerdote Muçulmano deu-lhe permissão "para limpar os túmulos dos Judeus." Um ex-membro do conselho da cidade de Hebron testificou que um proeminente "conselheiro" Árabe Palestino disse-lhe que o cemitério Judeu tinha sido destruída por ordem direta do governo Jordaniano.
Depois que os Judeus retornaram a Hebrom, eles solicitaram que o Antigo Cemitério Judaico devia ser reaberto. Como ele foi localizado em um montanhosa área residencial em frente ao Mercado Principal de Hebron, inicialmente, o governo Israelense havia proibido do cemitério ser usado.

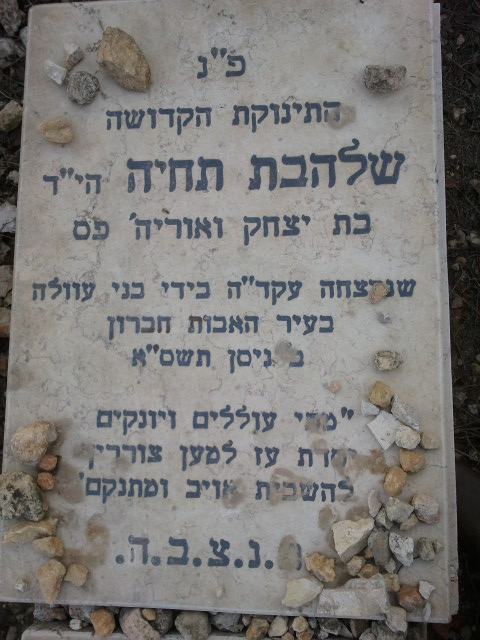
Túmulo de Shalhevet Passar no Cemitério Hebron.

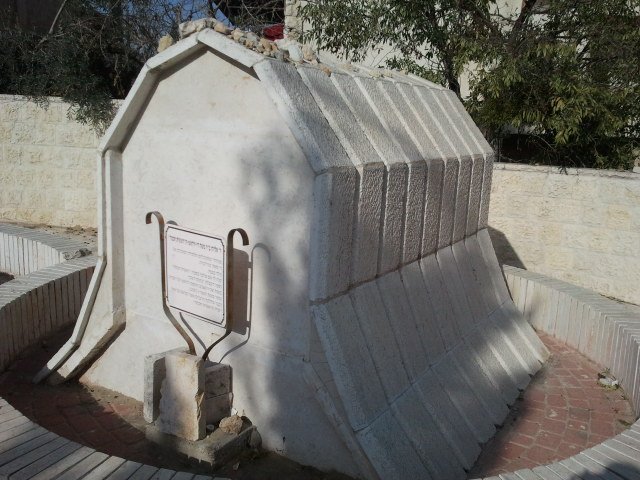
Lápide do rabino Eliyahu de Vidas.

O cemitério foi re-aberto para uso civil, mais uma vez, em 1975, com a morte prematura de um bebê local. Baruch Nachshon, um destacado artista hassídico e de sua esposa, Sara, deram à luz um menino chamado Avraham Yedidya que morreu seis meses depois do presépio. De acordo com a Hebron Jews pelo Prof. Jerold S. Auerbach,
...Seus pais decidiram enterrá-lo no o Antigo Cemitério Judeu em Hebron, onde nenhum Judeu tinha sido enterrado desde a de 1929. Os funcionários do governo israelense, ansiosos por não mais provocar os Árabes de Hebron, recusaram... No dia do funeral, soldados Israelenses bloquearam a estrada para o Cemitério de Hebron. Depois de mais de uma hora de espera, Sarah Nachshon, cansada do impasse, voltando para seu carro, pegou seu filho morto em seus braços e começou a andar no meio do bloqueio militar... vários soldados, comovidos pelo luto da mãe e sua inflexível determinação, ofereceram-se para levá-lo [ao túmulo]... 
Após o enterro, a comunidade fez um esforço para limpar o cemitério. Prof. Ben Zion Tavger, um físico Judeu-Russo e refusenik, que havia se mudado para Hebron iniciou os esforços para a reform em meados da década de 1970. Em tempo, remodeladas lápides foram instaladas com os nomes dos original membros da comunidade. Desde então, o lote tem atraído visitantes de todo o Israel, bem como sendo alvo de vandalismo.

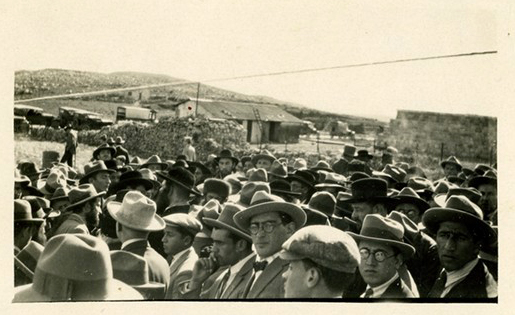
Funeral do Rabi Natan Tzvi Finkel, o avô do Slabodka yeshiva, em Hebron, 1927.

O cemitério também contém quatro valas comuns com os restos das 59 vítimas do 1929 massacre de Hebron. Um canto do cemitério contém os restos de vários rolos da Torá e livros de oração Judaica que foram arrancadas e incendiados na véspera do Yom Kippur, em 3 de outubro de 1976, na Caverna dos Patriarcas por manifestantes.

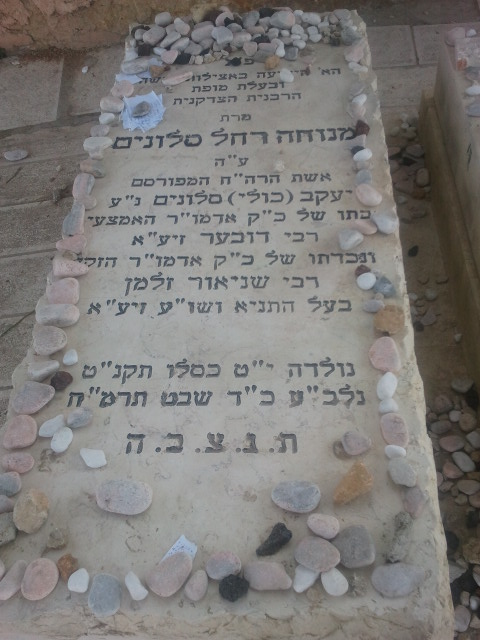
Túmulo de Menucha Rochel Slonim.

A cada ano, centenas de membros do movimento hássidico Chabad Lubavitch aparecem para participar o aniversário de morte de Menucha Rochel Slonim, uma neta do fundador de Lubavitch, Rabi Shneur Zalman de Liadi e uma matriarca da comunidade Judaica de Hebron. Depois de uma visita ao cemitério, uma refeição festiva e a coleta é realizada a atrair os melhores rabinos de todo o país.
Uma pequena sinagoga e centro de aprendizagem foi estabelecida em um edifício histórico em cima de um cemitério chamado Menucha Rochel kollel.
Em 2016, um mapa foi descoberto que identifica a localização das sepulturas. Era tradição da comunidade de Hebron não gravar nomes nas lápides. Devido à expulsão da comunidade e subsequentes atos de vandalismo do cemitério, a identificação exata de quantos lotes existiam foram perdidos.